# Васильевский (Владимирская область)
Васильевский — посёлок в Меленковском районе Владимирской области России, входит в состав Даниловского сельского поселения.

## География
Посёлок расположен в 25 км на юго-запад от центра поселения деревни Данилово и в 35 км на запад от райцентра города Меленки.

## История
После Великой Отечественной войны посёлок входил состав Дмитриевского сельсовета Меленковского района, с 1975 года — в составе Южного сельсовета, с 2005 года — в составе Даниловского сельского поселения.

## Население
| 2002 | 2010 | 2021 |
| ---- | ---- | ---- |
| 3    | ↘1   | ↘0   |